# Arnold Picot
Arnold Picot (* 28. Dezember 1944 in Gmunden; † 9. Juli 2017) war ein deutscher Ökonom. Seine Forschungsschwerpunkte waren insbesondere Organisation sowie die Wechselwirkungen zwischen neuen Technologien und den Strukturen von Unternehmen und Märkten.

## Leben
Nach dem Abitur 1964 in Bochum nahm Arnold Picot eine Lehre zum Bankkaufmann beim Bankhaus Burkhardt & Co. in Essen auf, die er 1966 erfolgreich abschloss. Von 1966 bis 1969 studierte er Betriebswirtschaftslehre an der Universität München. Gleichzeitig übte er in der Zeit von 1966 bis 1967 diverse praktische Tätigkeiten in Paris und London aus.
Von 1970 bis 1975 war er wissenschaftlicher Assistent und DFG-Habilitationsstipendiat am Institut für Industrieforschung und betriebliches Rechnungswesen (Lehrstuhl Edmund Heinen) der Universität München. Er wurde 1972 mit dem Thema „Grundfragen experimenteller Organisationsforschung – Ein wissenschafts- und methodentheoretischer Beitrag zur empirischen Betriebswirtschaftslehre“ promoviert. Seine Habilitationsschrift aus dem Jahr 1975 hatte „Betriebswirtschaftliche Umweltbeziehungen und Umweltinformationen“ zum Thema.
Von 1976 bis 1984 hatte er den Lehrstuhl für Betriebswirtschaftslehre, insbesondere Unternehmensführung und Organisation der Universität Hannover; 1980/81 war er Gastprofessor an der Stanford University. 1984 folgte er dem Ruf auf den Lehrstuhl für Allgemeine und Industrielle Betriebswirtschaftslehre an der Technischen Universität München; 1988 wurde er Vorstand des Instituts für Information, Organisation und Management an der Ludwig-Maximilians-Universität München. Zu den von Arnold Picot promovierten Schülern gehört u. a. die Ökonomin und Politikerin Birgitta Wolff.
Im akademischen Jahr 2004/2005 vertrat er den Konrad Adenauer-Gastlehrstuhl an der Georgetown University, Washington D.C. Er lehrte am überdies an dem von ihm mit initiierten interdisziplinären Center for Digital Technology and Management in München.
Picot war Mitglied des Vorstandes des Münchner Kreises, Mitglied im Kuratorium der Eberhard von Kuenheim Stiftung sowie langjähriger Aufsichtsratsvorsitzender der Sartorius AG.
Seit 1999 war Picot ordentliches Mitglied der Bayerischen Akademie der Wissenschaften. Am 1. Januar 2007 wurde er Sekretär der philosophisch-historischen Klasse dieser Einrichtung.

## Ehrungen und Auszeichnungen
- Forschungspreis Technische Kommunikation (1984)
- Verleihung des Doctor rerum politicarum honoris causa durch die Bergakademie Freiberg (1998)
- Verleihung des Doctor oeconomiae honoris causa durch die Universität St. Gallen (2002)
- Verleihung der Ehrenmitgliedschaft des VHB (Verband der Hochschullehrer für Betriebswirtschaft) (2015)[6]

## Werke (Auswahl)
- European Communication Council Report: E-Merging Media, Kommunikation und Medienwirtschaft der Zukunft (2004)
- Grundzüge der Wirtschaftsinformatik (2003 9. Aufl.)
- mit Tim Fischer: Weblogs professionell. Grundlagen, Konzepte und Praxis im unternehmerischen Umfeld (2005)
- Die Grenzenlose Unternehmung – Information, Organisation und Management,
  - in: Lehrbuch zur Unternehmensführung im Informationszeitalter, (gemeinsam mit Ralf Reichwald und Rolf T. Wigand) (Gabler, 5. aktual. Aufl. 2003), ISBN 978-3-8349-2162-8
  - Springer Gabler Taschenbuch, 6., vollst. neu bearb. Aufl. 2020, ISBN 978-3-658-28564-7
- Innovative Unternehmensgründungen – Eine ökonomisch-empirische Analyse (1989)
- Bürokommunikation – Leitsätze für den Anwender (1984)